# Strašilka obrovská
Strašilka obrovská (Heteropteryx dilatata), známá také jako malajská džunglová nymfa, je druh hmyzu z řádu strašilek. Jedná se o jediný známý druh monotypického rodu Heteropteryx. Vyskytuje se v tropických deštných lesích a křovinách západní Malajsie, aktivní je převážně v noci.

## Popis
Heteropteryx dilatata patří mezi nejtěžší druhy strašilek, dospělé samičky mohou vážit 45–65 g. Tělo dosahuje velikosti do 17 cm, je dost ploché a dlouhé, a je pokryté krátkými ostny. Velké samičky jsou z vrchu světlezelené, zespodu tmavozelené. Dospělý samec je mnohem menší, štíhlejší a má tmavší zbarvení. Obě pohlaví mají křídla, u samic jsou však zakrnělá a neslouží k letu.    

## Potrava
Nymfy i dospělci se živí listy různých rostlin včetně durianu, guavy a manga. V zajetí přijímají jako potravu listy ostružiníku, maliníku, břečťanu, dubu, růže nebo hlohu.

## Chov
Tento druh je mezi chovateli populární na celém světě a poměrně často je chován v teráriích. Chovná nádoba musí být dostatečně prostorná vzhledem k velikosti druhu (pro jeden pár by neměla být menší než 40×40×40 cm) a dobře větraná. Tomuto druhu postačuje pokojová teplota od 22 do 25 °C. V teráriu by měla být nádoba s vlhkým substrátem, do kterého samičky pomocí kladélka vkládají vajíčka. Inkubační doba vajíček je 8–16 měsíců. Dospělé samičky s vajíčky mohou být velmi agresivní. Pokud je něco vyruší, vydávají hlasitý sykot pomocí křídel a v obranném postoji vystavují své hrotité zadní končetiny. Pokud je někdo napadne, vyrazí pryč.